# Aspitates forbesi
Aspitates forbesi is een vlinder uit de familie spanners (Geometridae). De wetenschappelijke naam is voor het eerst geldig gepubliceerd in 1963 door Munroe.
De soort komt voor in Europa.